# Черемуховка (Сумская область)
Черемуховка (укр. Черемухівка) — село,
Калюжненский сельский совет,
Лебединский район,
Сумская область,
Украина.
Код КОАТУУ — 5922983711. Население по переписи 2001 года составляло 48 человек .

## Географическое положение
Село Черемуховка находится на правом берегу реки Ташань,
выше по течению на расстоянии в 1 км расположено село Ищенки,
ниже по течению на расстоянии в 2,5 км расположено село Должик (Ахтырский район).